# 上毛かるた

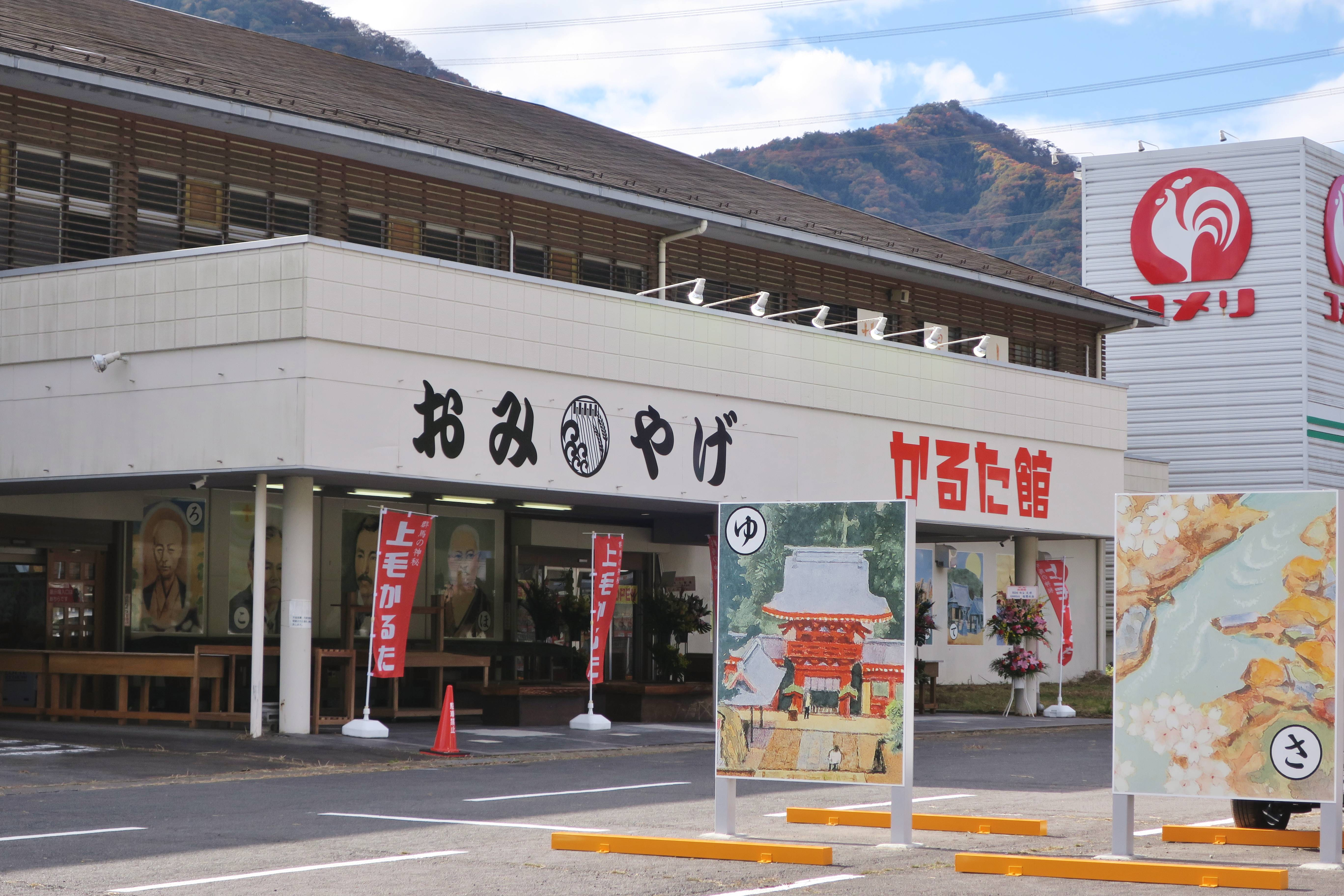
上毛かるたの情報発信施設（博物館・美術館）として2022年に開館した「かるた館」（群馬県吾妻郡東吾妻町岩下）

上毛かるた（じょうもうかるた）は、1947年（昭和22年）12月に群馬文化協会が初版を発行した郷土かるたである。古くは上毛と呼ばれた群馬県の歴史、自然、人物、産業などを読んでおり、全44札。
2013年（平成25年）10月28日に結ばれた合意書に基づき、群馬県庁が著作権を譲り受け、以降、県が著作権と商標権を管理している。

## 概要
初版発行の翌年、1948年（昭和23年）に第一回競技大会が開かれた。毎年1月の予選大会の後、2月に行われる上毛かるた県競技大会に向けて、群馬県内の子供たちは、冬休みを利用するなどして練習に励む。
NPO法人日本郷土かるた協会（群馬県北群馬郡吉岡町）などによると、郷土かるたは一時ブームとなり全国で2000以上が発案されたが、大会が30回以上開かれるなど継承されているのは30ほどで、その一つである上毛かるたは地元に定着している。そのため、子供時代を群馬県で過ごした人は、上毛かるたの読み札をほぼ暗記していることが多い。したがって、県特有の郷土かるたが存在し、それが県民に広く親しまれている地域は群馬県のみであるという事実を、成人になって知る場合もある。
1998年（平成10年）には、英語版も発行された。財団法人群馬文化協会が発行元であり、当時は同法人が各種の著作権を有していたが、2013年（平成25年）10月28日に結んだ協定書で上毛かるたの権利を群馬県に無償譲渡し、翌11月28日に解散した。
昨今では県競技大会の他にも上毛かるたを用いたイベントが行われており、2013年（平成25年）2月からは初の全国大会となる「KING OF JMK〜おとな達の上毛かるた日本一決定戦〜」も開催されている。
2022年11月には、民間企業が吾妻郡東吾妻町岩下の国道145号沿いに、入場無料の展示施設「かるた館」を開設した。
2022年（令和4年）時点での販売部数は、7740部で、2019年に比べ約4割減っており、新型コロナ禍の余波や少子化、大会を開かない子供会の増加が影響している。

### 「ち」の札と人口
力（ちから）あわせる「〇〇万」
となっている「ち」の札の「〇〇」には群馬県の人口が入り、10万人増減するごとに改訂されてきた。1947年（昭和22年）の国勢調査では157万2787人で、初版は「力あわせる百六十萬（万）」であった。1993年（平成5年）から「二百万」となっているが、2004年（平成26年）の203万人をピークに群馬県の人口は減少に転じ、2023年（令和5年）に「力あわせる百九十万」へ改訂された。
1973年（昭和48年）から「百七十万」、1977年（昭和52年）から「百八十万」、1985年（昭和60年）からは「百九十万」だった。上毛かるたを知っている人たちの間で、それぞれの年代を知る目安に使われることもある。

## 誕生
日本が第二次世界大戦に敗れた翌年の1946年（昭和21年）、旧制前橋中学出身の浦野匡彦（のちに二松學舍大学学長に就任）は、満州国から故郷の群馬県へ引き揚げ、恩賜財団同胞援護会県支部を取り仕切り、戦争犠牲者の支援に取り組んでいた。敗戦後の世情は混乱し、戦災孤児・寡婦などの境遇は悲惨なものだった。また、GHQの指令により、学校教育での地理・歴史の授業は停止されていた。人一倍郷土を愛し、誇りに思っていた浦野は、群馬の子供たちには愛すべき故郷の歴史、文化を伝えたい、という思いを募らせていった。
そのような中、1946年（昭和21年）7月15日に前橋市で開かれた引揚者大会で、浦野は安中出身のキリスト教伝道者である須田清基と出会い、かるたを通じて群馬の歴史、文化を伝えることを提案される。1947年（昭和22年）1月11日の『上毛新聞』紙上で構想を発表し、県内各方面から題材を募った。郷土史家や文化人ら18人からなる編纂委員会によって44の句が選ばれた。読み札裏の解説を歴史研究家の丸山清康に、絵札を丸山の親族の画家・小見辰男に依頼し、その年内に初版12,000組が発売された。翌1948年（昭和23年）には第一回上毛かるた競技県大会が開催される。
1968年（昭和43年）以降、小見が絵札の絵を描き改めた新版の発行が開始された。

## 札の内容
子供たちに群馬の歴史、文化を伝えたいという趣旨から、群馬県の人物、地理、風物などが幅広く読まれている。読み札の裏には、その札の説明が書かれている。
人物としては、新島襄、内村鑑三、関孝和、新田義貞、田山花袋などが採り上げられている。特に船津伝次平、呑龍上人、塩原太助といった人物は、上毛かるたで採り上げられることで、現在まで語り継がれたともいえる。一方、勤皇の志士・高山彦九郎、義侠・国定忠治、悲劇の幕臣・小栗忠順などは、GHQにより、その思想や犯罪が問題とされ、不採用となった。
地理、風物に関しては県内主要都市（前橋市、高崎市、桐生市、伊勢崎市、太田市）をはじめ、上毛三山（赤城山・榛名山・妙義山）や、全国に知られた温泉地（草津温泉、伊香保温泉、四万温泉など）のほか、一之宮貫前神社（富岡市）、茂林寺（館林市）、下仁田のねぎ・こんにゃくなど、県内各地から選ばれている。

### 五十音順一覧
| わ                | ら                          | や                    | ま                      | は                          | な                          | た                  | さ                        | か                              | あ                        |
| ----------------- | --------------------------- | --------------------- | ----------------------- | --------------------------- | --------------------------- | ------------------- | ------------------------- | ------------------------------- | ------------------------- |
| 和算の大家 関孝和 | 雷と空風 義理人情           | 耶馬溪しのぐ 吾妻峡   | 繭と生糸は 日本一       | 花山公園 つつじの名所       | 中仙道しのぶ 安中杉並木     | 滝は吹割 片品渓谷   | 三波石と共に 名高い冬桜   | 関東と信越 つなぐ高崎市         | 浅間のいたずら 鬼の押出し |
|                   | り                          |                       | み                      | ひ                          | に                          | ち                  | し                        | き                              | い                        |
|                   | 理想の電化に 電源群馬       |                       | 水上、谷川 スキーと登山 | 白衣観音 慈悲の御手         | 日本で最初の 富岡製糸       | 力あわせる 百九十万 | しのぶ毛の国 二子塚       | 桐生は日本の 機どころ           | 伊香保温泉 日本の名湯     |
|                   | る                          | ゆ                    | む                      | ふ                          | ぬ                          | つ                  | す                        | く                              | う                        |
|                   | ループで名高い 清水トンネル | ゆかりは古し 貫前神社 | 昔を語る 多胡の古碑     | 分福茶釜の 茂林寺           | 沼田城下の 塩原太助         | つる舞う形の 群馬県 | 裾野は長し 赤城山         | 草津よいとこ 薬の温泉（いでゆ） | 碓氷峠の 関所跡           |
|                   | れ                          |                       | め                      | へ                          | ね                          | て                  | せ                        | け                              | え                        |
|                   | 歴史に名高い 新田義貞       |                       | 銘仙織出す 伊勢崎市     | 平和の使徒（つかい） 新島襄 | ねぎとこんにゃく 下仁田名産 | 天下の義人 茂左衛門 | 仙境尾瀬沼 花の原         | 県都前橋 生糸の市（いとのまち） | 縁起だるまの 少林山       |
|                   | ろ                          | よ                    | も                      | ほ                          | の                          | と                  | そ                        | こ                              | お                        |
|                   | 老農 船津伝次平             | 世のちり洗う 四万温泉 | 紅葉に映える 妙義山     | 誇る文豪 田山花袋           | 登る榛名の キャンプ村       | 利根は 坂東一の川   | そろいの仕度で 八木節音頭 | 心の燈台 内村鑑三               | 太田金山 子育呑龍         |

### 地域・内容別一覧
| 地域＼内容       | 地理・風物 | 人物・県民性                                                                            |
| ---------------- | --- | --------------------------------------------------------------------------------------- |
| 広域             | し：古墳、そ：八木節、ち：群馬県の人口、つ：県の形、ま：繭・生糸、ら：雷・空風、り：水力発電                    | ら：義理人情                                                                            |
| 前橋市           | け：前橋市・生糸、す：赤城山、と：利根川                                                                        | ろ：船津伝次平（原之郷出身）                                                            |
| 高崎市           | え：だるま・少林山、か：高崎市、と：利根川、の：榛名山、ひ：高崎観音、む：多胡碑                                | こ：内村鑑三（高崎藩士の息子）                                                          |
| 桐生市・みどり市 | き：桐生市・絹織物、す：赤城山                                                                                  |                                                                                         |
| 伊勢崎市・佐波郡 | と：利根川、め：銘仙・伊勢崎市                                                                                  |                                                                                         |
| 太田市           | お：太田市・金山・大光院、と：利根川                                                                            | お：呑竜（大光院開山）、れ：新田義貞（新田郡出身）                                      |
| 沼田市・利根郡   | す：赤城山、せ：尾瀬、た：吹割の滝・片品渓谷、と：利根川 み：水上温泉・谷川岳、る：湯檜曽ループ線・清水トンネル | て：杉木茂左衛門（月夜野村（みなかみ町）出身） ぬ：塩原太助（羽場村（みなかみ町）出身） |
| 館林市・邑楽郡   | と：利根川、は：花山公園、ふ：茂林寺                                                                            | ほ：田山花袋（館林出身）                                                                |
| 渋川市・北群馬郡 | い：伊香保温泉、す：赤城山、と：利根川、の：榛名山                                                              |                                                                                         |
| 藤岡市・多野郡   | さ：三波石・桜山                                                                                                | わ：関孝和（藤岡出身）                                                                  |
| 富岡市・甘楽郡   | に：富岡製糸場、ね：葱・蒟蒻、も：妙義山、ゆ：貫前神社                                                          |                                                                                         |
| 安中市           | う：碓氷峠、な：杉並木、も：妙義山                                                                              | へ：新島襄（安中藩士の息子）                                                            |
| 吾妻郡           | あ：浅間山、く：草津温泉、の：榛名山、や：吾妻峡、よ：四万温泉                                                  |                                                                                         |

## 公式ルール
大会では、個人戦と団体戦があり、個人戦は1対1で、団体戦は3対3で行われる。

### 競技の準備
両者が向かい合って座り、じゃんけん（団体戦の場合は中央に座る者同士によるじゃんけん）をする。じゃんけんに勝った側が札をよく切って22枚ずつに分け前に置き、負けた側がそのどちらかを取って、勝った側は後から取る。
それぞれが22枚の取り札を、個人戦では3段に、団体戦では2段に、それぞれ平均に並べる（余った1枚は各陣手前の左右いずれかに置く）。両方の陣の間は3cm離し、格段の間及び左右の間は1cm開け、札と選手の膝頭との間は20cm以上開ける。札の並べ方に工夫を加えても構わない。ただし、団体戦の持ち札は3人で平等に受け持つ。
試合開始3分前に競技進行係の合図によってかるたを並べ始め、1分前の合図以降は札の並べ替えはできなくなる。この時間の中で取りやすいように札を並べたり、取り札を記憶する。

### 競技の開始
読み手は、必ず最初に「つる舞う形の群馬県」を2回読み、その次に読む札から競技が始まる（本読み）。読み手は各読み札を必ず2回ずつ読む。2回目が空読みとなり、それは次の本読みの予令を意味する。審判審議（どちらが取ったかを判定など）等で中断する場合、中断明けは、必ず直前の読み札を空読みすることで、次の本読みの予令とする。読み手は、本読みは高い調子で、空読みは低い調子で読む。ただし、最初の空読み（「つる舞う形の群馬県」）は、2回とも高い調子で読む。
絵札を取るときは、押さえても、はじいても、押しても引いても、飛ばしてもよい。とにかく札に指が早く触れた方の勝ちである。両手を使ったり、机の上にかぶさったりしてはいけない。使わない方の手は、膝から前に出してはいけない。使う手も、札が読み始めるまでは、膝の上に置くか膝頭より前に出してはいけない。
お手つきは、自分の陣でも、相手の陣でも、読まれた札のない方をついたら、それまでに自分が取った札の中から任意の1枚を相手に渡す。
最後に2枚残った時点で、残り札を左右に並べ直す。どちらの札が残っても、横に30cm離して並べ直し、空読み後に読んだ札（最後から2枚目）を取った側が、自動的に最後の1枚も得る（したがって、最後の1枚は読まない）。団体戦の場合、最後の2枚の対戦は、3人のうち中央に座る者同士で行う。

### 採点
勝負は個人戦と団体戦とで異なる。個人戦の場合は、単純に、取った札が多い側（23枚以上）の勝利となる。団体戦の場合は、取った札の枚数（1枚1点）に、次章で説明する役札の得点を加えた合計点の多い側の勝利になる。個人戦、団体戦とも、同点の場合は「つ」札を持つ側の勝利になる。このように「つ」札は最も重要な札のため、全選手は少なくとも「つ」札の位置だけは必ず把握しており、読まれた瞬間に全員ほぼ同時に手が出ることから、最も激しく取り合われる札となっている。

## 役
団体戦においては、特定の札の組合せを集めると役となる。以下の役がある（個人戦には役札はない）。
| 役                        | 点数                        | 説明                                                                                                | 説明                                                                                                | 説明                                                                                                | 説明                                                                                                |
| ------------------------- | --------------------------- | --------------------------------------------------------------------------------------------------- | --------------------------------------------------------------------------------------------------- | --------------------------------------------------------------------------------------------------- | --------------------------------------------------------------------------------------------------- |
| 親札 （つ/ち/け）         | 10点 （中学生のみ）         | 群馬県の地形・人口・県庁を表している。 つ：県の形、ち：県の人口、け：前橋市（県庁所在地）           | 群馬県の地形・人口・県庁を表している。 つ：県の形、ち：県の人口、け：前橋市（県庁所在地）           | 群馬県の地形・人口・県庁を表している。 つ：県の形、ち：県の人口、け：前橋市（県庁所在地）           | 群馬県の地形・人口・県庁を表している。 つ：県の形、ち：県の人口、け：前橋市（県庁所在地）           |
| 五市札 （お/か/め/き/け） | 20点 （中学生、小学生とも） | 群馬県の5大都市（旧5市）を表している。 お：太田市、か：高崎市、め：伊勢崎市、き：桐生市、け：前橋市 | 群馬県の5大都市（旧5市）を表している。 お：太田市、か：高崎市、め：伊勢崎市、き：桐生市、け：前橋市 | 群馬県の5大都市（旧5市）を表している。 お：太田市、か：高崎市、め：伊勢崎市、き：桐生市、け：前橋市 | 群馬県の5大都市（旧5市）を表している。 お：太田市、か：高崎市、め：伊勢崎市、き：桐生市、け：前橋市 |
| 三山札 （す/も/の）       | 10点 （中学生、小学生とも） | 上毛三山を表している。 す：赤城山、も：妙義山、の：榛名山                                           | 上毛三山を表している。 す：赤城山、も：妙義山、の：榛名山                                           | | |

なお、小学生は五市札及び三山札のみが、中学生は全ての役が、それぞれ適用される。

## 登場作品
- 『おかめきけ〜群馬発!上毛かるた奮闘記〜』
- 林家つる子『JOMO』（新作落語、テーマはKING OF JMK）
- 『アリス・ギア・アイギス』（群馬県許諾第01-01042号）
- 『お前はまだグンマを知らない』

## 関連文献
- 原口美貴子, 山口幸男「「上毛かるた」の札の分析 : 社会科郷土学習の基礎資料として」『群馬大学教育学部紀要. 人文・社会科学編』第45巻、群馬大学教育学部、1996年、197-214頁、CRID 1050564287614006912、hdl:10087/755、ISSN 0386-4294。